# Henry Schmidt
Lothar Henry Schmidt (* 2. Oktober 1912 in Chemnitz; † 15. Mai 1996 in Schmölln) war ein deutscher SS-Obersturmführer und als Kriminal-Kommissar Leiter des Referats IV 4 (vorher II B) der Staatspolizeistelle Dresden.

## Leben

### Frühe Jahre
Als Sohn des Sattlers und Tapezierers Hugo Schmidt und seiner Ehefrau, der Strumpfnäherin Alma Uhlig, besuchte er von 1919 bis 1923 die Volksschule, anschließend bis 1929 die Real- und Aufbauschule in Chemnitz. Als einer der 30 ersten in Chemnitz trat er in die Hitlerjugend ein.
Er begann im April 1929 eine Ausbildung zum Kaufmann im Baugeschäft Fischer in Chemnitz, die am 31. März 1932 mit dem Abschluss endete. Seine Karriere unter den Nationalsozialisten hatte er mit dem Eintritt in die SA im Januar 1930 fortgesetzt, wobei er an Kämpfen mit dem SA-Sturm 104 teilnahm. Es folgte der Eintritt in die NSDAP (Mitgliedsnummer 321.297) am 1. Oktober 1930. Mitglied der SS und des SD (SS-Nr. 9.926) wurde er im Oktober 1933.

### Ausbildung zum Kriminal-Kommissar der Gestapo
Im NS-Regime bewachte er zunächst als Hilfspolizist ein Gefängnis. Nach der Beförderung zum SS-Scharführer verrichtete er bei der Gestapo Sachsen in Dresden einfache Wach- und Meldedienste. Den Leiter des Amtes kannte er noch aus der SA-Zeit in Chemnitz. Von SS-Standartenführer Friedrich Schlegel wurde er für den Dienst in der Gestapo angeworben.
Ein weiterer Offizier der Dienststelle, der spätere Chef der Geheimen Feldpolizei, SS-Oberführer Wilhelm Krichbaum, befürwortete seine Übernahme in die Gestapo. 1936 wurde er zum SS-Untersturmführer befördert. In Berlin-Charlottenburg besuchte er von Mai bis Juni 1937 die Führerschule der Sicherheitspolizei zur Ausbildung zum Kriminal-Assistenten. Am 16. Oktober 1937 heiratete er die Kanzleiangestellte Gertrud Richter.
Nach einer Probezeit in Österreich und in Polen diente er im Juni 1939 in der Staatspolizeistelle Oppeln. Als Zeuge vor dem Volksgerichtshof wurde er zum 26. Februar 1940 vom Oberreichsanwalt beim Volksgerichtshof vorgeladen. 1941 besuchte er einen Lehrgang zum Kriminalkommissar an der Führerschule der Sicherheitspolizei. Nach dem Anschluss Österreichs wurde Schmidt nach Klagenfurt versetzt, gehörte dort zur Spionageabwehr und zeichnete dort für den Aufbau der Registratur verantwortlich.

### Beteiligung am Holocaust in Dresden
Danach diente er in der Staatspolizeistelle Trier und wurde auf persönlichen Wunsch nach Dresden versetzt. Dort übernahm er bei der Gestapo die Leitung der Abteilung II sowie gleichfalls die Zuständigkeit der Referate für Freimaurer, Emigranten und Juden, Wirtschaft sowie Presse. Im April 1942 bezog er sein Büro im Gebäude der Gestapo in der Bismarckstraße (später Bayerische Straße) gegenüber dem Hauptbahnhof, wo sich vorher das Hotel „Continental“ befand.
Um sich eine Unterkunft zu besorgen, ließ er die jüdische Bürgerin Klara Weiß und ihre Tochter Eva durch den Kriminalobersekretär Rudolf Müller (genannt „Juden-Müller“) aus der Wohnung in der Schlüterstraße 22b vertreiben. Nach seiner Einrichtung und dem Nachzug seiner Familie begann er mit der Erfassung und Registrierung der Dresdener Juden, um ihre Deportation vorzubereiten.
Für die Umsetzung der auf der Wannseekonferenz beschlossenen „Endlösung der Judenfrage“ zeichnete in Dresden Henry Schmidt verantwortlich.
Ab Juli 1942 begann der sogenannte Gesamtablaufplan, den Henry Schmidt so charakterisierte: „Er enthielt die Zeitplanung, also wann die Transporte stattfinden sollten, die zeitliche Planung, wann die Transportteilnehmer zu erscheinen hätten, wann abgefahren wird und darüber hinaus auch der ungefähre Zeitpunkt der Ankunft in Theresienstadt. Weiterhin erfolgte die Festlegung des Begleitkommandos der zu benutzenden Kraftfahrzeuge sowie der Wegstrecke“.
Von Juni 1942 bis zum 27. September 1944 beteiligte er sich an zehn Transporten in das Ghetto Theresienstadt. Die Juden hatten sich in der „Städtischen Entseuchungs-Anstalt“, Fabrikstraße 6, zu melden. Letztlich fanden von 375 Deportierten 311 den Tod. Der Verbleib von 39 Opfern konnte nicht geklärt werden. Als er am 10. Februar 1945 einen restlichen Transport von 100 Personen organisieren wollte, wurde dies durch den Luftangriff auf Dresden am 13. Februar verhindert. Dabei wurde auch die Staatspolizeistelle in der Bismarckstraße vollständig samt der Unterlagen zerstört. In einem Schreiben vom 12. Februar 1945 waren alle registrierten jüdischen Bewohner Dresdens, darunter Victor Klemperer, aufgefordert worden, sich am 16. Februar 1945 um 6:45 Uhr auf dem Grundstück Zeughausstraße 1 im Erdgeschoß rechts mit Handgepäck und für zwei bis drei Tage „Marschverpflegung“ einzufinden.

### Aufbau des Judenlagers Hellerberg und Ende in Dresden
Am 11. November 1942 wurde in einer Besprechung in Schmidts Anwesenheit geregelt, auf dem Dresdner Heller für die Goehle-Werke der Firma Zeiss Ikon in der Großenhainer Straße 101 an der Ecke Heidestraße ein Sammellager für die rund 300 Dresdner Juden einzurichten, die im Goehle-Werk tätig waren. Dem Leiter Johannes Hasdenteufel sagte Schmidt zu, die Leitung des Lagers zu organisieren. Von der Deportation der Arbeiter zum Lager ist ein Dokumentarfilm erhalten geblieben, der auch Szenen im Lager mit Schmidt am 23. und 24. November 1942 zeigt. Ende Februar bzw. Anfang März 1943 wurde das Lager als Sammellager für die Fabrikaktion genutzt; die verhafteten Juden wurden in das KZ Auschwitz deportiert.
Bei der Bombardierung Dresdens war Schmidts Wohnung in der Schlüterstraße nicht getroffen worden. Trotzdem setzte sich Schmidt sofort in die umliegenden Wälder Dresdens ab und baute dort eine Gruppe von „Werwölfen“ auf.
Vor dem Zeitpunkt der Kapitulation hielt sich Schmidt in der Gegend um Altenberg auf, wo er einen Stützpunkt aufbauen wollte. Er zog es jedoch vor, vor den sowjetischen Truppen nach Teplitz zu seiner Familie zu flüchten. Dort ließ er sich von dem dort ansässigen Nationalausschuss ein Dokument zur Ausreise ins Reich ausstellen. Bei seiner Schwägerin in Chemnitz tauchte er am 8. Mai 1945 wieder auf. Dort ließ er sich auch von einer Krankenschwester die SS-Tätowierung der Blutgruppe entfernen.

### Flucht und Untertauchen
Als Schmidt bekannt wurde, dass nach ihm gefahndet wurde, zog er zu Verwandten seiner Frau nach Oelsnitz. Später arbeitete er als Arbeiter in einer Sandgrube bei Frohnsdorf. Als der Betrieb verstaatlicht wurde, hatte er die Stellung eines Verwalters erreicht, die er auch unter dem VEB Starkstromanlagenbau Halle behielt. Er lebte unter seinem richtigen Namen in Altenburg, Erich-Weinert-Höhe 29. Am 1. April 1963 wurde er Geschäftsführer der Arbeiterwohnungsbaugenossenschaft (AWG) Glückauf. Seine Arbeitsleistungen honorierten die Arbeitgeber mit Auszeichnungen wie bspw. Aktivist der sozialistischen Arbeit. 1977 ging er in Rente.

### Fahndung, Verhaftung und Prozess
Die Fahndung nach Schmidt wurde über viele Jahre fortgesetzt. Aus Akten in Polen und anderen Dienststellen konnten sein Geburtsdatum und andere Merkmale seiner Identität rekonstruiert werden. Am 9. April 1986 wurde er vom Kreisstaatsanwalt von Altenburg verhaftet. In der Anklageschrift vom 27. Juli 1987 des Generalstaatswalts der DDR (Az.: 211-87) wurde er aufgrund von Artikel 6 des Buchstabens c des Statuts des Internationalen Militärgerichtshofes von Nürnberg vom 8. August 1945 als Rechtsgrundlage vielfältiger Verbrechen beschuldigt. Weiterhin wurde als geltendes Recht die UN-Konvention vom 26. November 1968 angeführt, wonach die Verjährung von Kriegsverbrechen und Verbrechen gegen die Menschlichkeit nicht anwendbar ist.
In der Zeit vom 15. bis 28. September 1987 wurde der Strafprozess vor dem Bezirksgericht Dresden gegen Henry Schmidt abgehalten. Dabei wurden zahlreiche Zeugen gehört, deren Angehörige von Schmidt selbst misshandelt und mit großer Gewalt geschädigt worden waren. Seine Mitwirkung an der Deportation jüdischer Bürger in Konzentrationslager wurde nachgewiesen. Am 28. September 1987 verkündete der Vorsitzende des 1. Strafsenats des Bezirksgerichts Dresden, Siegfried Stranovsky, das Urteil auf lebenslange Freiheitsstrafe und Aberkennung der bürgerlichen Ehrenrechte.
Die Berufung gegen das Urteil wies das Oberste Gericht der DDR mit seinem Urteil vom 22. Dezember 1987 als unbegründet zurück. In der Urteilsbegründung wurde auf den Grundsatz hingewiesen, dass je schwerer die begangenen Verbrechen des Täters sind, desto weniger haben die Umstände der Persönlichkeit des Täters und sein Verhalten nach der Tat einen Einfluss auf die Bemessung des Strafmaßes (Neue Justiz 1988/3, S. 123).
Wegen schwerer Erkrankungen wurde seine lebenslange Freiheitsstrafe am 21. März 1996 für neun Monate unterbrochen. Ab April 1996 lebte Schmidt im Alters- und Pflegeheim Lumpzig, wenig später starb er in Schmölln.

## Dokumentarfilm
Im Sommer 1989 erschien in der DDR der abendfüllende DEFA-Dokumentarfilm Herr Schmidt von der Gestapo – Filmische Dokumentation einer Beamtenkarriere, der ab 1987 unter der Regie von Róza Berger-Fiedler entstand und den Gerichtsprozess gegen Schmidt in Dresden dokumentiert.